# قائمة دساتير مصر
شهدت مصر في الفترة ما بين عامي 1805 و1882 نضالًا طويلًا هدفه وضع دستور وطني مرجعا أساسيا لنظام الحكم وتحديد السلطات وإقرار الحقوق والواجبات العامة. ظهرت ثماره مع أول مشروع لدستور مصري في عام 1879. ولكنه لم يحظ بتصديق الخديوي إسماعيل بسبب ملابسات عزله. لم يكتب له النجاح وثيقةً دستورية على أرض الواقع. في عهد خليفته الخديوي توفيق نجحت الحركة الوطنية في عام 1882 في استصدار أول وثيقة دستورية رسمية تحت اسم اللائحة الأساسية، لكن ما لبثت سلطات الاحتلال الإنجليزي أن ألغته، فتواصل النضال الشعبي دون هوادة حتى صدر دستور الدولة المصرية في 19 أبريل 1923 المعروف بـ دستور 1923 وانعقد بموجبه أول برلمان مصري في 15 مارس 1924. ظل دستور 1923 قائمًا إلى أن صدر دستور الدولة المصرية في 22 أكتوبر 1930 المعروف بـ دستور 1930، والذي أُوقف العمل به في 30 نوفمبر 1934، ثم أعيد العمل مرة أخرى بدستور 1923 في 12 ديسمبر 1935 وظل قائمًا إلى أن تم إسقاطه في 10 ديسمبر 1952 بموجب أول إعلان دستوري يصدر عن مجلس قيادة ثورة 23 يوليو 1952. عقب ذلك ألغيت الملكية في مصر وأعلن النظام الجمهوري بموجب الإعلان الدستوري الصادر في 18 يونيو 1953. وبعد نهاية الفترة الانتقالية التي أقرها الإعلان الدستوري الصادر في 10 فبراير 1953 أجري استفتاء في 23 يونيو 1956 على دستور الجمهورية المصرية المعروف بـ دستور 1956 وبدأ العمل به اعتبارًا من 25 يونيو 1956.
في عام 1958 وعلى إثر قيام الجمهورية العربية المتحدة بين مصر وسوريا صدر الدستور المؤقت للجمهورية العربية المتحدة المعروف بـ دستور الوحدة أو دستور 1958 المؤقت في دمشق في 5 مارس 1958 وفي القاهرة في 13 مارس 1958، واستمر العمل به لما يزيد على ثلاث سنوات بعد سقوط الوحدة وحتى صدور الدستور المؤقت للجمهورية العربية المتحدة (بعد الانفصال) المعروف بـ دستور 1964 المؤقت في 25 مارس 1964. في 12 سبتمبر 1971 صدر دستور جمهورية مصر العربية المعروف بـ دستور 1971 بعد إجراء استفتاء عليه في 11 سبتمبر 1971، والذي طرأت عليه لاحقًا عدة تعديلات، الأولى في 1980 والثانية في 2005 والثالثة في 2007.
عقب قيام ثورة 25 يناير، تنحي الرئيس حسني مبارك عن الحكم وكلّف المجلس الأعلى للقوات المسلحة بإدارة شؤون البلاد، فأصدر المجلس إعلانًا دستوريًا في 13 فبراير 2011 عطّل بموجبه العمل بدستور 1971 مع تشكيل لجنة لتعديل بعض مواده وطرحها للاستفتاء الذي أجري لاحقًا في 19 مارس 2011، وصدر على إثره إعلانًا دستوريًا في 30 مارس 2011، يتضمن التعديل الرابع على دستور 1971، والذي أُقر بموجبه إدارة المجلس لشؤون البلاد خلال المرحلة الانتقالية ولحين انتخاب رئيساً للجمهورية، بجانب انتخاب جمعية تأسيسية من قبل أعضاء مجلسي الشعب والشورى تتولّى إعداد مشروع دستور جديد للبلاد، على أن يعرض المشروع على الشعب لاستفتائه في شأنه، ويعمل به من تاريخ إعلان موافقة الشعب عليه.
مع انتهاء الانتخابات التشريعية لمجلسي الشعب والشورى في يناير وفبراير 2012، دخلت الأطراف السياسية المختلفة في صراع حول كيفية إحداث توازن وإيجاد معايير واضحة لتمثيل الفئات الاجتماعية المختلفة داخل الجمعية التأسيسية للدستور. وفي 25 فبراير 2012، دعا المجلس الأعلى للقوات المسلحة أعضاء مجلسي الشعب والشورى لانتخاب الجمعية التأسيسية الأولى، فانتُخبت الجمعية التأسيسية الأولى في 24 مارس 2011، إلا أنه في 10 أبريل 2012، صدر حكم محكمة القضاء الإداري ببطلان تشكيلها، فانتخبت الجمعية التأسيسية الثانية في 12 يونيو 2011، والتي أقرت مشروع الدستور في 30 نوفمبر 2012، وسلمته للرئيس محمد مرسي في 1 ديسمبر 2012، دون وجود توافق سياسي ملموس وفي ظل تأييد أطراف سياسية على رأسها جماعة الإخوان المسلمين واعتراضات وانتقادات من جانب أطراف سياسية أخرى على رأسها جبهة الإنقاذ الوطني. وفي يومي 15 و22 ديسمبر 2012 أُجري الاستفتاء على الدستور، ثم أعلنت نتيجته وصدر دستور جمهورية مصر العربية المعروف بـ دستور 2012 في 25 ديسمبر 2012.
بعد قيام مظاهرات 30 يونيو 2013 وانقلاب 3 يوليو 2013، أعلن وزير الدفاع الفريق أول عبد الفتاح السيسي عزل الرئيس محمد مرسي في 3 يوليو 2013، وأعلن عن إجراءات بموجب بيان 3 يوليو 2013، على إثرها عُطّل العمل بدستور 2012، وأُعلن عن تشكيل لجنة لمراجعة التعديلات الدستورية على دستور 2012 المُعطل، وتولّى رئيس المحكمة الدستورية العليا المستشار عدلي منصور إدارة شؤون البلاد خلال المرحلة الانتقالية. عقب ذلك وبموجب الإعلان الدستوري الصادر في 8 يوليو 2013، شُكِلت لجنة الخبراء أو لجنة العشرة في 21 يوليو 2013، والتي أنهت أعمالها في 20 أغسطس 2013، لتشكل لجنة الخمسين في 1 سبتمبر 2013، والتي أقرت المشروع النهائي للتعديلات الدستورية في 1 ديسمبر 2013، وعُرض للاستفتاء في يومي 14 و15 يناير 2014، ثم أعلنت نتيجة الاستفتاء وصدر دستور جمهورية مصر العربية المعروف بـ دستور 2014 في 18 يناير 2014. بعد عدة سنوات أُجري استفتاء على تعديل الدستور في 20 و21 و22 أبريل 2019، أُعلنت نتيجته في 23 أبريل 2019.

## القائمة
وثائق أخرى (لها علاقة بالدستور أو توضح تسلسل تاريخي)
| الوثيقة | النوع               | تاريخ الإصدار                           | تاريخ العمل                             | تاريخ إجراء الاستفتاء              | تاريخ إعلان نتيجة الاستفتاء | ملاحظات |
| --- | ------------------- | --------------------------------------- | --------------------------------------- | ---------------------------------- | --------------------------- | --- |
| اللائحة الأساسية 1882 | لائحة               | 7 فبراير 1882                           | 7 فبراير 1882                           | ـــــــــــــــــ                  | ـــــــــــــــــ           | نظم أعمال واختصاصات مجلس النواب. |
| القانون النظامي رقم 29 لسنة 1913                                                                                             | قانون               | 1 يوليو 1913                            | 1 يوليو 1913                            | ـــــــــــــــــ                  | ـــــــــــــــــ           | نظم أعمال واختصاصات الجمعية التشريعية. |
| دستور الدولة المصرية 1923 | دستور دائم          | 19 أبريل 1923                           | 19 أبريل 1923                           | ـــــــــــــــــ                  | ـــــــــــــــــ           | - حل الدستور محل القانون النظامي رقم 29 لسنة 1913، وأُلغي كل ما يتعلق بالجمعية التشريعية من أحكام هذا القانون. - وضع الدستور من قبل لجنة مكونة من ثلاثين عضوًا برئاسة حسين رشدي باشا ضمت ممثلين للأحزاب السياسية والزعامات الشعبية وقادة الحركة الوطنية من رجال القضاء والقانون والسياسيين البارزين ومعظمهم شكلوا بعد ذلك حزب الأحرار الدستوريين. وامتنع عن الانضمام إلى اللجنة حزب الوفد والحزب الوطني. - بدأت اللجنة عملها في 15 مارس وحتى 21 أكتوبر. - تميز الدستور بأنه كان قائمًا على النظام الملكي الدستوري. - أنشئ بموجبه برلمان مكون من مجلسين: مجلس الشيوخ ومجلس النواب. |
| أمر ملكي رقم 46 لسنة 1928 | أمر ملكي            | 19 يوليو 1928                           | 19 يوليو 1928                           | ـــــــــــــــــ                  | ـــــــــــــــــ           | حل مجلسي النواب والشيوخ وعطل العمل بالمادتين رقم 89 و 155 من الدستور. |
| أمر ملكي رقم 72 لسنة 1929 | أمر ملكي            | 31 أكتوبر 1929                          | 31 أكتوبر 1929                          | ـــــــــــــــــ                  | ـــــــــــــــــ           | بخصوص العمل بالمواد 15 و 89 و 155 و 157 من الدستور وانتخاب أعضاء مجلس النواب ودعوة البرلمان للاجتماع. |
| دستور الدولة المصرية 1930 | دستور دائم          | 22 أكتوبر 1930                          | 22 أكتوبر 1930                          | ـــــــــــــــــ                  | ـــــــــــــــــ           | - وُضع الدستور تحت إشراف إسماعيل صدقى باشا، بناء على أمر ملكي نتيجة الصراع المحتدم بين الملك وحزب الوفد، ما ألجأ الأول إلى إقرار عمل دستور تغلب فيه سلطة الملك على سلطة النواب. - ظل الدستور يواجه معارضات شديدة في الشارع المصري وبين القوى السياسية، حتى تم إيقاف العمل به وإلغاؤه. |
| أمر ملكي رقم 67 لسنة 1934 بشأن النظام الدستوري للدولة المصرية                                                                | أمر ملكي            | 30 نوفمبر 1934                          | 30 نوفمبر 1934                          | ـــــــــــــــــ                  | ـــــــــــــــــ           | عطل العمل بدستور 1930. |
| أمر ملكي رقم 118 لسنة 1935 بشأن النظام الدستوري للدولة المصرية                                                               | أمر ملكي            | 12 ديسمبر 1935                          | 12 ديسمبر 1935                          | ـــــــــــــــــ                  | ـــــــــــــــــ           | أعاد العمل بدستور 1923. |
| قانون رقم 176 لسنة 1951 | قانون               | 16 أكتوبر 1951                          | 16 أكتوبر 1951                          | ـــــــــــــــــ                  | ـــــــــــــــــ           | بخصوص تعديل المادتين رقم 159 و 160 من الدستور بتقرير الوضع الدستوري للسودان وتعيين لقب الملك. |
| بيان ثورة 23 يوليو 1952 | بيان                | 23 يوليو 1952                           | 23 يوليو 1952                           | ـــــــــــــــــ                  | ـــــــــــــــــ           | أعلن عن تطهير الجيش وتولّي رجال الثورة أموره. |
| الإعلان الدستوري في 10 ديسمبر 1952                                                                                           | إعلان دستوري        | 10 ديسمبر 1952                          | 10 ديسمبر 1952                          | ـــــــــــــــــ                  | ـــــــــــــــــ           | أعلن عن تشكيل لجنة لوضع مشروع دستور جديد يقره الشعب. |
| الإعلان الدستوري في 16 يناير 1953                                                                                            | إعلان دستوري        | 16 يناير 1953                           | 16 يناير 1953                           | ـــــــــــــــــ                  | ـــــــــــــــــ           | أعلن عن فترة انتقالية لمدة ثلاث سنوات. |
| الإعلان الدستوري في 10 فبراير 1953                                                                                           | إعلان دستوري        | 10 فبراير 1953                          | 10 فبراير 1953                          | ـــــــــــــــــ                  | ـــــــــــــــــ           | أقر قواعد الحكم وحقوق وواجبات المواطنين خلال الفترة الانتقالية. |
| الإعلان الدستوري في 18 يونيو 1953                                                                                            | إعلان دستوري        | 18 يونيو 1953                           | 18 يونيو 1953                           | ـــــــــــــــــ                  | ـــــــــــــــــ           | ألغى النظام الملكي وألقاب تلك الحقبة، وأعلن النظام الجمهوري. |
| أمر مجلس قيادة الثورة في 27 فبراير 1954                                                                                      | أمر                 | 27 فبراير 1954                          | 27 فبراير 1954                          | ـــــــــــــــــ                  | ـــــــــــــــــ           | تضمن الإشارة لأول مرة إلى مسمى "جمهورية مصر البرلمانية". |
| دستور الجمهورية المصرية 1956                                                                                                 | دستور دائم          | 16 يناير 1956                           | 25 يونيو 1956                           | 23 يونيو 1956                      | 25 يونيو 1956               | - بعد ثورة 23 يوليو 1952 تشكلت لجنة من خمسين عضوًا برئاسة علي ماهر باشا ضمت ممثلين لكل الأطياف السياسية من بينهم أحزاب الوفد والأحرار الدستوريين والسعديين مصر الاشتراكي الحزب الوطني والكتلة الوفدية المستقلة والإخوان المسلمين، كذلك ضمت أعضاء من لجنة الثلاثين التي وضعت دستور 1923 فضلًا عن ثلاثة من رؤساء القضاء وعدد من فقهاء القانون الدستوري وثلاثة من رجال الجيش والبوليس المتقاعدين وشيخ الأزهر وبطريرك الإسكندرية. - بدأت اللجنة أعمالها في 16 يناير 1953 وأنهت مشروع دستور يرسخ مبدأ الجمهورية البرلمانية وقدمته إلى مجلس قيادة الثورة في 15 أغسطس 1954. - لم يلق مشروع الدستور ترحيبًا من مجلس قيادة الثورة، ورأى أنه لا يصلح لظروف البلد حينئذ في ظل الثورة وأن البلد يحتاج إدارة تنفيذية قوية، فقام الرئيس جمال عبد الناصر بتشكيل لجنة غير معلنة لوضع مشروع جديد للدستور.:50 - أجري استفتاء على مشروع الدستور الجديد في 23 يونيو 1956، وبدأ العمل به اعتبارًا من 25 يونيو 1956. |
| الدستور المؤقت للجمهورية العربية المتحدة 1958                                                                                | دستور مؤقت          | دمشق: 5 مارس 1958 القاهرة: 13 مارس 1958 | دمشق: 5 مارس 1958 القاهرة: 13 مارس 1958 | ـــــــــــــــــ                  | ـــــــــــــــــ           | [ 53 ] [ 54 ] |
| الإعلان الدستوري في 27 سبتمبر 1962                                                                                           | إعلان دستوري        | 27 سبتمبر 1962                          | 27 سبتمبر 1962                          | ـــــــــــــــــ                  | ـــــــــــــــــ           | نظم سلطات الدولة العليا بين كل من رئيس الجمهورية ومجلس الرياسة والمجلس التنفيذي "بديل مجلس الوزراء". |
| الدستور المؤقت للجمهورية العربية المتحدة 1964                                                                                | دستور مؤقت          | 24 مارس 1964                            | 25 مارس 1964                            | ـــــــــــــــــ                  | ـــــــــــــــــ           | [ 56 ] [ 57 ] |
| الإعلان الدستوري في 7 يناير 1969                                                                                             | إعلان دستوري        | 7 يناير 1969                            | 7 يناير 1969                            | ـــــــــــــــــ                  | ـــــــــــــــــ           | لم تذكر المحكمة الدستورية العليا هذا الإعلان الدستوري ضمن وثائقها بينما ذكرته مصادر أخرى.:363 |
| دستور اتحاد الجمهوريات العربية المتحدة                                                                                       | دستور غير مفعل      |                                         |                                         |                                    | 1 سبتمبر 1971               | - في 17 أبريل 1971 وقعت مصر وليبيا وسوريا على ميثاق بنغازي لإقامة اتحاد الجمهوريات العربية المتحدة. - في 21 أبريل 1971 وبعد موافقة مجلس الأمة صدر قرار رئيس الجمهورية العربية المتحدة بالموافقة على ميثاق بنغازي لإقامة الاتحاد. - في 1 سبتمبر 1971 أجريت ثلاثة استفتاءات متزامنة بشأن الاتحاد، واعتمد الاقتراح في الاستفتاء وأعلن رسميًا عن قيام الاتحاد، لكنه كان في الواقع اتفاقًا شكليًا لم يؤدي أي دور. - في 2 أكتوبر 1984 صدر القانون رقم 143 لسنة 1984 بإعلان انسحاب مصر من اتحاد الجمهوريات العربية. |
| دستور جمهورية مصر العربية 1971                                                                                               | دستور دائم          | 12 سبتمبر 1971                          | 12 سبتمبر 1971                          | 11 سبتمبر 1971                     | 12 سبتمبر 1971              | - في 20 مايو 1971 طلب الرئيس أنور السادات من مجلس الأمة المنتخب بموجب دستور 1964 المؤقت وضع المبادئ الأساسية لدستور دائم للبلاد. - في 24 مايو 1971 شرع مجلس الأمة في تشكيل لجنة تحضيرية من خمسين عضوًا ثم رفع العدد إلى ثمانين عضوًا في اليوم التالي. - في 14 يوليو 1971 أنهت اللجنة أعمالها وأقرت المبادئ الأساسية للدستور ثم أقرها مجلس الأمة في 22 يوليو 1971 وفي اليوم التالي أقرها المؤتمر القومي العام للاتحاد الاشتراكي وفوض لجنته المركزية في صياغة المبادئ التي تم إقرارها في مواد دستورية، فاختارت لجنة من أعضائها وقدم لها مشروع الدستور فوافقت عليه في 8 سبتمبر 1971 مع إدخال بعض التعديلات الطفيفة. - في 11 سبتمبر 1971 طرح مشروع الدستور للاستفتاء، وفي 12 سبتمبر 1971 أعلنت نتيجة الاستفتاء وصدر دستور جمهورية مصر العربية المعروف بـ دستور 1971:323 :368:370 |
| التعديل الأول لدستور 1971 في 1980                                                                                            | تعديل دستوري        | 22 مايو 1980                            | 24 مايو 1980                            | 22 مايو 1980                       | 24 مايو 1980                | - ألغى الاتحاد الاشتراكي العربي وسمح بتعدد الأحزاب. - سمح بانتخاب رئيس الجمهورية لمدد غير محدودة بدلًا من مدة تالية ومتصلة. - استحدث مجلس الشورى. - كفل حرية الصحافة واستقلالها وكفل حرية إصدار الصحف وملكيتها وحظر الرقابة عليها، واستحدث المجلس الأعلى للصحافة. |
| التعديل الثاني لدستور 1971 في 2005                                                                                           | تعديل دستوري        | 26 مايو 2005                            | 26 مايو 2005                            | 25 مايو 2005                       | 26 مايو 2005                | أقر طريقة اختيار رئيس الجمهورية عن طريق الاقتراع السري العام المباشر بدلًا من الاستفتاء. |
| التعديل الثالث لدستور 1971 في 2007                                                                                           | تعديل دستوري        | 29 مارس 2007                            | 28 مارس 2007                            | 26 مارس 2007                       | 28 مارس 2007                | - ألغى كل ما يخص الاشتراكية والسلوك الاشتراكي. - استحدث فقرات مكافحة الإرهاب. - سمح لرئيس الجمهورية بإنابة رئيس مجلس الوزراء محله في حالة عدم وجود نائب للرئيس. |
| قرار نائب رئيس الجمهورية بالنيابة عن رئيس الجمهورية في 11 فبراير 2011 بتكليف المجلس الأعلى للقوات المسلحة بإدارة شئون البلاد | قرار                | 11 فبراير 2011                          | 11 فبراير 2011                          | ـــــــــــــــــ                  | ـــــــــــــــــ           | - في 29 يناير 2011 أصدر الرئيس حسني مبارك قرارًا بتعيين عمر سليمان نائبًا لرئيس الجمهورية. - في 11 فبراير 2011 قرر الرئيس مبارك تفويض نائبه عمر سليمان في اختصاصات رئيس الجمهورية، - في ذات اليوم أعلن نائب الرئيس عمر سليمان قرار الرئيس مبارك بالتخلي عن منصب رئيس الجمهورية وتكليفه للمجلس الأعلى للقوات المسلحة بإدارة شؤون البلاد. |
| الإعلان الدستوري في 13 فبراير 2011                                                                                           | إعلان دستوري        | 13 فبراير 2011                          | 13 فبراير 2011                          | ـــــــــــــــــ                  | ـــــــــــــــــ           | - عطل العمل بدستور 1971. - أقر تولي المجلس الأعلى للقوات المسلحة إدارة شئون البلاد بصفة مؤقتة لمدة ستة أشهر أو انتهاء انتخابات مجلسي الشعب والشورى ورئاسة الجمهورية. - حل مجلسي الشعب والشورى. - تشكيل لجنة لتعديل بعض مواد الدستور وتحديد قواعد الاستفتاء عليه. - إجراء انتخابات مجلسي الشعب والشورى والانتخابات الرئاسية. |
| الإعلان الدستوري في 30 مارس 2011 (التعديل الرابع لدستور 1971 في 2011)                                                        | إعلان وتعديل دستوري | 30 مارس 2011                            | 31 مارس 2011                            | استفتاء 2011 في 19 مارس 2011       | 20 مارس 2011                | - تم بموجبه تعديل دستور 1971 (التعديل الرابع للدستور). - تضمن فقرات عن الحريات العامة والخاصة والحقوق والواجبات واستقلال القضاء وحرية الصحافة. - طريقة إدارة المجلس الأعلى للقوات المسلحة لشئون البلاد وسلطاته خلال المرحلة الانتقالية. - وضع وصفًا لطريقة انتقال للسلطة لحكومة مدنية منتخبة، تبدأ بإجراء انتخابات برلمانية تتبعها انتخابات رئاسية. - حدد مدة الرئاسة بأربع سنوات ولا تمد إلا لمدة واحدة تالية. - انتخاب أعضاء مجلسي الشعب والشورى خلال ستة أشهر من انتهاء الانتخابات البرلمانية لجمعية تأسيسية من مائة عضو تتولى إعداد مشروع دستور جديد للبلاد في موعد غايته ستة أشهر من تاريخ تشكيلها، ويعرض المشروع خلال خمسة عشر يومًا من إعداده على الشعب لاستفتائه. - بدأ العمل بموجب الإعلان الدستوري من اليوم التالي لتاريخ نشره في 30 مارس 2011. |
| الإعلان الدستوري في 25 سبتمبر 2011                                                                                           | إعلان دستوري        | 25 سبتمبر 2011                          | 25 سبتمبر 2011                          | ـــــــــــــــــ                  | ـــــــــــــــــ           | - أقر حق الترشح لمجلسي الشعب والشورى وفقًا لنظام انتخابي يجمع بين القوائم الحزبية المغلقة والنظام الفردي. |
| الإعلان الدستوري في 19 نوفمبر 2011                                                                                           | إعلان دستوري        | 19 نوفمبر 2011                          | 20 نوفمبر 2011                          | ـــــــــــــــــ                  | ـــــــــــــــــ           | - أقر وجود قانون ينظم أحكام تصويت المصريين المقيمين خارج البلاد في الانتخابات والاستفتاء. - بدأ العمل بموجب الإعلان الدستوري من اليوم التالي لتاريخ نشره في 19 نوفمبر 2011. |
| الإعلان الدستوري في 17 يونيو 2012                                                                                            | إعلان دستوري        | 17 يونيو 2012                           | 17 يونيو 2012                           | ـــــــــــــــــ                  | ـــــــــــــــــ           | - اشتهر باسم الإعلان الدستور المكمل ووسعت بموجبه صلاحيات المجلس الأعلى للقوات المسلحة. - منح المجلس الأعلى للقوات المسلحة الحق في تشكيل جمعية تأسيسية جديدة لوضع مشروع الدستور في حالة قام مانع دون استكمال الجمعية التأسيسية القائمة لأعمالها. - منح رئيس الجمهورية أو المجلس الأعلى للقوات المسلحة أو رئيس مجلس الوزراء أو المجلس الأعلى للهيئات القضائية أو خمس أعضاء الجمعية الدستورية الحق على الاعتراض على نصوص مشروع الدستور وفي حالة تعارض الآراء بين أي منهم وبين رأي الجمعية التأسيسية يعرض الأمر على المحكمة الدستورية العليا للفصل فيه ويصبح قرارها ملزمًا للجميع. |
| الإعلان الدستوري في 12 أغسطس 2012                                                                                            | إعلان دستوري        | 12 أغسطس 2012                           | 12 أغسطس 2012                           | ـــــــــــــــــ                  | ـــــــــــــــــ           | - ألغى الإعلان الدستوري الصادر في 17 يونيو 2012. - منح رئيس الجمهورية الحق في تشكيل جمعية تأسيسية جديدة لوضع مشروع الدستور في حالة قام مانع دون استكمال الجمعية التأسيسية القائمة لأعمالها. |
| الإعلان الدستوري في 21 نوفمبر 2012                                                                                           | إعلان دستوري        | 21 نوفمبر 2012                          | 21 نوفمبر 2012                          | ـــــــــــــــــ                  | ـــــــــــــــــ           | - حصن الإعلانات الدستورية والقوانين والقرارات الصادرة عن رئيس الجمهورية منذ توليه السلطة وحتى نفاذ الدستور الجديد من الطعن عليها بأي طريق وأمام أي جهة، كما لا يمكن إيقافها تنفيذها أو إلغائها. - حصن مجلس الشورى والجمعية التأسيسية من أي حكم قضائي بحل أيهما. - منح رئيس الجمهورية الحق في تعيين النائب العام لمدة أربع سنوات على أن يسري نص تلك المادة على النائب العام الحالي. - وسع صلاحيات رئيس الجمهورية وسمح له باتخاذ أية إجراءات وتدابير لمواجهة أي خطر يراه مهددًا لثورة 25 يناير أو حياة الأمة أو الوحدة الوطنية أو سلامة الوطن أو يعوق مؤسسات الدولة عن أداء دورها. |
| الإعلان الدستوري في 8 ديسمبر 2012                                                                                            | إعلان دستوري        | 8 ديسمبر 2012                           | 8 ديسمبر 2012                           | ـــــــــــــــــ                  | ـــــــــــــــــ           | - ألغى الإعلان الدستوري الصادر في 21 نوفمبر 2011 على أن يبقى ما ترتب عليه من آثار صحيحًا. - سمح بإعادة التحقيقات في جرائم قتل المتظاهرين والإرهاب المتعلقة بأحداث ثورة 25 يناير. - أجاز انتخاب جمعية تأسيسية جديدة بالانتخاب الحر المباشر في حالة رفض الشعب لمشروع الدستور. - حصن الإعلانات الدستورية من الطعن عليها أمام أية جهة قضائية. |
| دستور جمهورية مصر العربية 2012                                                                                               | دستور دائم          | 25 ديسمبر 2012                          | 25 ديسمبر 2012                          | استفتاء 2012 في 15 و22 ديسمبر 2012 | 25 ديسمبر 2012              | - في يناير وفبراير 2012 انتهت الانتخابات التشريعية، وبدأ صراع بين الأطراف السياسية المختلفة حول كيفية إحداث توازن وإيجاد معايير واضحة لتمثيل الفئات الاجتماعية المختلفة داخل الجمعية التأسيسية للدستور. - في 25 فبراير 2012 دعا المجلس الأعلى للقوات المسلحة أعضاء مجلسي الشعب والشورى لانتخاب الجمعية التأسيسية الأولى. - في 24 مارس 2011 انتُخبت الجمعية التأسيسية الأولى من مائة عضو برئاسة سعد الكتاتني. - في 10 أبريل 2012 صدر حكم محكمة القضاء الإداري ببطلان تشكيل الجمعية التأسيسية الأولى. - في 12 يونيو 2011 انتخبت الجمعية التأسيسية الثانية من مائة عضو برئاسة حسام الغرياني. - بعد أن تولى محمد مرسي رئاسة الجمهورية في 24 يونيو 2012 أصدر في 11 يوليو 2012 القانون رقم 79 لسنة 2012 الخاص بمعايير انتخاب أعضاء الجمعية التأسيسية، والذي أحيل إلى المحكمة الدستورية العليا للنظر في دستوريته ولكن حال حصار متظاهرين لمقر المحكمة دون نظر الدعوة التي كان من المقرر نظرها في 2 ديسمبر 2012. - في 30 نوفمبر 2012 أقرت الجمعية التأسيسية الثانية مشروع الدستور، وسلمته للرئيس محمد مرسي في 1 ديسمبر 2012 دون وجود توافق سياسي ملموس وفي ظل تأييد أطراف سياسية على رأسها جماعة الإخوان المسلمين واعتراضات وانتقادات من جانب أطراف سياسية أخرى على رأسها جبهة الإنقاذ الوطني. - في يومي 15 و 22 ديسمبر 2012 أجرى الاستفتاء على الدستور. - في 25 ديسمبر 2012 أُعلنت نتيجة الاستفتاء وصدر دستور جمهورية مصر العربية المعروف بـ دستور 2012. - في 2 يونيو 2013 صدر حكم المحكمة الدستورية العليا بعدم دستورية القانون رقم 79 لسنة 2012 الخاص بمعايير انتخاب أعضاء الجمعية التأسيسية الثانية. |
| بيان القيادة العامة للقوات المسلحة في 3 يوليو 2013                                                                           | بيان                | 3 يوليو 2013                            | 3 يوليو 2013                            | ـــــــــــــــــ                  | ـــــــــــــــــ           | - عطل العمل بدستور 2012. - أعلن عن تشكيل لجنة لمراجعة التعديلات الدستورية على دستور 2012. - أعلن تولي رئيس المحكمة الدستورية العليا إدارة شئون البلاد خلال المرحلة الانتقالية لحين انتخاب رئيس جديد |
| الإعلان الدستوري في 5 يوليو 2013                                                                                             | إعلان دستوري        | 5 يوليو 2013                            | 5 يوليو 2013                            | ـــــــــــــــــ                  | ـــــــــــــــــ           | حل مجلس الشورى. |
| الإعلان الدستوري في 8 يوليو 2013                                                                                             | إعلان دستوري        | 8 يوليو 2013                            | 8 يوليو 2013                            | ـــــــــــــــــ                  | ـــــــــــــــــ           | صدر بعد تعطيل دستور 2012. |
| دستور جمهورية مصر العربية 2014                                                                                               | دستور دائم          | 18 يناير 2014                           | 18 يناير 2014                           | استفتاء 2014 في 14 و15 يناير 2014  | 18 يناير 2014               | - عطل العمل بدستور 2012 بموجب بيان 3 يوليو 2013. - في 21 يوليو 2013 تم تشكيل لجنة الخبراء أو لجنة العشرة من 10 من خبراء القانون ومقرر وذلك بموجب الإعلان الدستوري الصادر في 8 يوليو 2013. - في 20 أغسطس 2013 أنهت لجنة العشرة أعمالها. - في 1 سبتمبر 2013 تم تشكيل لجنة من خمسين عضوًا (لجنة الخمسين) برئاسة عمرو موسى. والتي أقرت المشروع النهائي للتعديلات الدستورية في 1 ديسمبر 2013، - عرض مشروع الدستور للاستفتاء في يومي 14 و 15 يناير 2014، - في 18 يناير 2014 أعلنت نتيجة الاستفتاء وصدر دستور جمهورية مصر العربية المعروف بـ دستور 2014. |
| تعديل دستور 2014 في 2019 | تعديل دستوري        |                                         | 23 أبريل 2019                           | 20 و21 و22 أبريل 2019              | 23 أبريل 2019               | - في 3 يونيو 2014 انتُخب عبد الفتاح السيسي رئيسًا للجمهورية لمدة أربع سنوات. - في 2 أبريل 2018 انتُخب لفترة ثانية لمدة أربع سنوات تالية. - في 20 و 21 و 22 أبريل 2019 أُجري استفتاء على تعديل الدستور، أُُعلنت نتيجته في 23 أبريل 2019 والتي كانت أبرز ملامحه مد المدة الرئاسية لتصبح ست سنوات بدلًا من أربعة، والسماح بتكرار المدد الرئاسية لأكثر من مدتين شرط عدم تتابعها، ومد المدة الرئاسية الثانية للرئيس عبد الفتاح السيسي لتصبح ست سنوات مع السماح بانتخابه استثناءً لفترة ثالثة، كما سمح بتعيين نائب لرئيس الجمهورية واستحدث مجلس الشيوخ. |